# Lupinus gaudichaudianus
Lupinus gaudichaudianus är en ärtväxtart som beskrevs av Charles Piper Smith. Lupinus gaudichaudianus ingår i släktet lupiner, och familjen ärtväxter. Inga underarter finns listade i Catalogue of Life.